# Wörwag Pharma
Die Wörwag Pharma GmbH & Co. KG ist ein mittelständisches familiengeführtes Pharmaunternehmen mit Sitz in Böblingen und Niederlassungen in Asien, Europa und Südamerika. Die Firma wurde 1971 von Fritz Wörwag in Stuttgart gegründet und vertreibt sowohl verschreibungspflichtige als auch rezeptfreie Präparate sowie Nahrungsergänzungsmittel. Wörwag Pharma hat sich auf sogenannte „Biofaktoren“ spezialisiert, wozu beispielsweise Vitamine, Mineralstoffe und Spurenelemente gehören.

## Geschichte

### Gründungsphase
1965 wurde die Stadtapotheke im Stuttgarter Stadtteil Zuffenhausen gegründet. Anfang der 1970er Jahre begann der Inhaber Fritz Wörwag, eigene Pharmazeutika herzustellen und zu vertreiben. Dies bildete die Grundlage für die Gründung von Wörwag Pharma im anliegenden Gebäude der Apotheke im Jahr 1971. Das erste Vitalstoffpräparat des Unternehmens war Magnerot Classic zur Behandlung von Magnesiummangel. Um die Entwicklung des Geschäfts zu beschleunigen, wurde das Unternehmen 1977 in eine Kapitalgesellschaft umgewandelt. 1985 wurde das Sortiment um das Medikament Milgamma mit dem Wirkstoff Benfotiamin, einer Prodrug von Vitamin B1, ausgebaut.

### Internationalisierung
Nach dem Mauerfall fokussierte sich Wörwag Pharma im Gegensatz zu vielen Mitbewerbern auf den neu erschlossenen Markt in Ostdeutschland und expandierte fortan weiter in Richtung Osteuropa. Als erster internationaler Standort außerhalb Deutschlands wurde 1993 eine Niederlassung in Ungarn eröffnet, später kamen weitere Niederlassungen in Bulgarien, Polen, der Slowakei, Russland und Zentralasien hinzu. Wörwag Pharma entwickelte sich zu einem Spezialisten für Vitamine und Spurenelemente, hatte aber auch einen Namen als Hersteller von Generika. Mittlerweile ist Wörwag Pharma auch in asiatischen und südamerikanischen Staaten präsent, beispielsweise in Vietnam und in Peru.

### Weitere Expansion
1996 verlegte Wörwag Pharma seinen Hauptsitz von Stuttgart nach Böblingen. Im Jahr 2001 übernahmen die beiden Kinder Marcus Wörwag und Monika Wörwag die Geschäftsführung von ihrem Vater. Sie setzten den Expansionskurs von Wörwag Pharma fort und konzentrierten sich dabei vor allem auf Biofaktoren. Das Geschäft mit Generika gliederten sie 2015 in die selbstständige Tochtergesellschaft AAA-Pharma aus. Im Januar 2019 wechselte Marcus Wörwag von der Geschäftsführung des Unternehmens in den Beirat, in dem er die strategische Ausrichtung der Unternehmensgruppe weiterhin mitgestaltet. 2021 zog sich auch Monika Wörwag aus der Geschäftsführung zurück und ist seither als Direktorin der Unternehmenskommunikation tätig. Im April 2021 erwarb Wörwag Pharma das polnische Unternehmen Sensilab, eine Contract Manufacturing Organization mit Sitz in Konstantynów Łódzki, und geriet so in den Besitz seiner ersten eigenen Produktionsstätte für Arzneimittel. Hier werden seitdem unter dem neuen Namen Wörwag Pharma Operations Arzneimittel für den eigenen Bedarf und in Lohnherstellung produziert.

## Produkte
Wörwag Pharma bietet Arzneimittel und Nahrungsergänzungsmittel in den vier Kategorien diabetische Begleiterkrankungen, Nervensystem, Immunsystem und Bewegungsapparat an. Die vertriebenen Produkte bezeichnet Wörwag Pharma als „Biofaktoren“. Insgesamt umfasst das Sortiment des Unternehmens allein in Deutschland 26 Biofaktoren-Marken.
Wörwag Pharma vertreibt u. a. folgende Medikamente (Wirkstoff in Klammern):
- B12 Ankermann (Cyanocobalamin) – zur Vorbeugung und Behandlung von Vitamin-B12-Mangel
- Centricor Forte (Ascorbinsäure) – zur Vorbeugung und Behandlung von Vitamin-C-Mangel
- Cormagnesin (Magnesiumsulfat-Heptahydrat) – zur Behandlung von Magnesiummangel
- magnerot CLASSIC N und Magnesorot (Magnesiumorotat Dihydrat) – zur Behandlung von Magnesiummangel
- milgamma (Benfotiamin+Pyridoxinhydrochlorid) – bei neurologischen Systemerkrankungen
- milgamma protekt (Benfotiamin) – zur Behandlung von Erkrankungen des Nervensystems und von Herz-Kreislauf-Störungen aufgrund von Vitamin-B1-Mangel
- Thiogamma und Thiogamma Turbo-Set (alpha-Liponsäure (+Megluminsalz)) – zur Behandlung von diabetischer Polyneuropathie
- Vitagamma D3 (Vitamin D3) – zur Vorbeugung und Behandlung von Vitamin-D-Mangel
- Zinkorot 25 mg (Zink-Orotat) – zur Zinktherapie

## Unternehmensstruktur

### Rechtsform und Organisation
Die Wörwag Pharma GmbH & Co. KG ist eine Kommanditgesellschaft nach deutschem Recht. Ihre Komplementärin ist die Dr. Fritz Wörwag GmbH, eine Gesellschaft mit beschränkter Haftung. Diese befindet sich vollständig im Besitz der Unternehmerfamilie. Die überwiegende Mehrheit der Hafteinlagen der Kommanditisten entfällt auf die familieneigene Wörwag GmbH und die Wörwag Pharma Beteiligung GmbH.
Der Jahresabschluss der Wörwag Pharma GmbH & Co. KG wird in den Konzernabschluss der Dachgesellschaft Wörwag Pharma Beteiligung GmbH einbezogen. Letztere hält Kapitalbeteiligungen an drei weiteren inländischen und zehn ausländischen Tochtergesellschaften. Neben der Wörwag Pharma GmbH & Co. KG, welche die größte Tochtergesellschaft ist, gehören dazu die FIBEG Immobilien GmbH, die Generosan GmbH und die Wörwag Pharma International GmbH, wobei beide letzteren die internationalen Beteiligungen kontrollieren. Zudem ist die Holding zu 35 % an der AAA-Pharma GmbH beteiligt, welche Generika vermarktet.

### Management
Die Leitung der Wörwag Pharma GmbH & Co. KG besteht seit 2023 aus Gerhard Mayer und Jochen Schlindwein. Alle sind Prokuristen der Wörwag Pharma GmbH & Co. KG und zugleich Geschäftsführer der Dr. Fritz Wörwag GmbH.

### Standorte
Mit Sitz auf dem Flugfeld, einem interkommunalen Wohn- und Gewerbegebiet zwischen Böblingen und Sindelfingen, bezog Wörwag Pharma 2022 ein modernes neues Firmengebäude, das den gestiegenen Anforderungen des Unternehmens entspricht. Die vorige Firmenzentrale befand sich in der Calwer Straße in Böblingen. Neben dem Hauptsitz gibt es derzeit mehr als 20 Länderbüros. Diese steuern das Geschäft in rund 35 Staaten. Im polnischen Konstantynów Łódzki (nahe Łódź) besitzt das Unternehmen zudem eine eigene Produktionsstätte.

## Fritz-Wörwag-Forschungspreis
Seit 1988 vergibt das Unternehmen in unregelmäßigen Zeitabständen den von Gründer Fritz Wörwag ins Leben gerufenen und nach ihm benannten Fritz-Wörwag-Forschungspreis. Die Auszeichnung ist mit 10.000 Euro dotiert und würdigt Forschungsarbeiten und fundierte Übersichtsarbeiten, die wesentliche Beiträge zu neuen experimentellen oder klinischen Erkenntnissen im Bereich Biofaktoren leisten. Die Preisträger werden von einer unabhängigen Jury ermittelt.

## Auszeichnungen
- 2021: IHK-Ehrenurkunde[37]